# Опасния Хенри
„Опасният Хенри“ (на английски: Henry Danger) е американски комедиен сериал, създаден от Дан Шнайдер и Дейна Олсън, който се излъчва по „Никелодеон“ от 26 юли 2014 г. до 21 март 2021 г. В сериала участват Джейс Норман, Купър Барнс, Рийл Даунс, Шон Райън Фокс, Ела Андерсън и Майкъл Д. Коен.

## Синопсис
Хенри Харт е 13-годишно момче, което живее в град Суелвю и получава работа на непълно работно време като Опасното хлапе, помощник на известния супергерой на Суелвю Капитан Мен. Хенри трябва да пази работата си в тайна от всички, включително най-добрите си приятели Шарлот и Джаспър, по-малката си сестра Пайпър и родителите си.

## Епизоди
| Сезон | Епизоди | Първоначално излъчен | Първоначално излъчен |
| Сезон | Епизоди | Първо излъчване      | Последно излъчване   |
| ----- | ------- | -------------------- | -------------------- |
| 1     | 25      | 26 юни 2014 г.       | 16 май 2015 г.       |
| 2     | 18      | 12 септември 2015 г. | 17 юни 2016 г.       |
| 3     | 19      | 17 септември 2016 г. | 7 октомври 2017 г.   |
| 4     | 20      | 21 октомври 2017 г.  | 20 октомври 2018 г.  |
| 5     | 39      | 3 ноември 2018 г.    | 21 март 2021 г.      |

## Герои и актьорски състав
- Джейс Норман – Хенри Харт / Опасното хлапе[1]
- Купър Барнс – Рей Манчестър / Капитан Мен[2]
- Рийл Даунс – Шарлот[3]
- Шон Райън Фокс – Джаспър Дънлоп[4]
- Ела Андерсън – Пайпър Харт[5]
- Майкъл Д. Коен – Шоас (повтарящ се, сезон 1 – 4; основен, сезон 5)

## Продукция
Продукцията на сериала стартира с първоначално поръчани 20 епизода на 13 март 2014 г., по-късно са поръчани още 6 епизода. На 26 юли 2014 г. започва излъчването на сериала със специален едночасов първи епизод. Създателят на сериала Дан Шнайдер обявява в Twitter, че в поредицата ще гостива герой от друг негов сериал.
На 18 ноември 2014 г. сериалът е подновен за втори сезон, на 2 март 2016 г. – за трети, на 16 ноември 2016 г. – за четвърти, а на 27 юли 2018 г. – за пети. За петия сезон Майкъл Д. Коен е повишен като част от водещия актьорски състав. Никелодеон двукратно поръчва по десет допълнителни епизода за петия сезон, като в крайна сметка са продуцирани общо 128 епизода. На 11 май 2019 г. e обявено, че Франки Гранде ще се завърне за специален музикален епизод, чиято премиера е на 27 юли 2019 г. На 7 декември 2019 г. Никелодеон започна да рекламира, че „последните епизоди“ от поредицата ще започнат да се излъчат през януари 2021 г.
Сериалът има анимационен вариант на име „Приключенията на Опасното хлапе“, който се излъчва по Nickelodeon.

## Излъчване
В САЩ премиерата на сериала и първият сезон представляват специален едночасов епизод по Никелодеон на 26 юли 2014 г. Първият сезон приключва на 16 май 2015 г. Премиерата на втория сезон е на 12 септември 2015 г. и приключва на 17 юли 2016 г. Премиерата на третия сезон е на 17 септември 2016 г. и приключва на 7 октомври 2017 г. Премиерата на четвъртия сезон е на 21 октомври 2017 г. и приключва на 20 октомври 2018 г. Премиерата на петия сезон е на 3 ноември 2018 г. и приключва на 21 март 2020 г.
В Канада премиерата на сериала по YTV е на 8 октомври 2014 г. В Австралия и Нова Зеландия сериалът започна да се излъчва по Никелодеон на 17 януари 2015 г. В Обединеното кралство и Ирландия премиерата на сериала по Никелодеон е на 13 февруари 2015 г.
Първите четири сезона са достъпни за стрийминг в Paramount+, докато първите три са достъпни за поточно предаване в Нетфликс от януари 2022 г.

## Приемане
Отзивите на родителите в Common Sense Media дават на сериала 3 от 5 звезди въз основа на 72 отзива.

### Рейтинг
| Сезон | Епизод | Излъчване на първи епизод | Излъчване на първи епизод | Излъчване на последен епизод | Излъчване на последен епизод | Среден брой зрители (милиони) |
| Сезон | Епизод | Дата                      | Брой зрители (милиони)    | Дата                         | Брой зрители (милиони)       | Среден брой зрители (милиони) |
| ----- | ------ | ------------------------- | ------------------------- | ---------------------------- | ---------------------------- | ----------------------------- |
| 1     | 25     | 26 юни 2014               | 1.94                      | 16 май 2015                  | 1.55                         | 1.75                          |
| 2     | 18     | 12 септември 2015         | 2.13                      | 17 юни 2016                  | 2.60                         | 1.80                          |
| 3     | 19     | 17 септември 2016         | 1.82                      | 7 октомври 2017              | 1.65                         | 1.91                          |
| 4     | 20     | 21 октомври 2017          | 1.41                      | 20 октомври 2018             | 0.94                         | 1.25                          |
| 5     | 39     | 3 ноември 2018            | 1.11                      | 21 март 2021                 | 1.26                         | 0.97                          |

## Награди и номинации
| Година | Награда               | Категория                                                                   | Резултат  |
| ------ | --------------------- | --------------------------------------------------------------------------- | --------- |
| 2015   | Kids' Choice Awards   | Любимо телевизионно предаване                                               | Номинация |
| 2016   | Kids' Choice Awards   | Любимо телевизионно предаване                                               | Номинация |
| 2017   | Kids' Choice Awards   | Любимо телевизионно предаване-детско предаване                              | Награда   |
| 2018   | Muahs Awards          | Програми за деца и тийнейджъри: най-добър грим                              | Награда   |
| 2018   | Muahs Awards          | Програми за деца и тийнейджъри: най-добра прическа                          | Награда   |
| 2018   | Kids' Choice Awards   | Любимо телевизионно шоу                                                     | Номинация |
| 2019   | Kids' Choice Awards   | Любимо забавно телевизионно шоу                                             | Номинация |
| 2020   | Kids' Choice Awards   | Любимо детско телевизионно шоу                                              | Награда   |
| 2020   | Primetime Emmy Awards | Изключителна каскадна координация за сериал – комедия или естрадна програма | Номинация |
| 2021   | Kids' Choice Awards   | Любимо детско телевизионно шоу                                              | Номинация |

## В България
В България сериалът започва излъчване по „Никелодеон“ на 12 юли 2015 г.
| Роля                      | Изпълнител                    |
| ------------------------- | ----------------------------- |
| Хенри Харт/Опасното хлапе | Владимир Зомбори              |
| Рей Манчестър             | Росен Русев                   |
| Шарлот                    | Анна-Мария Томова             |
| Пайпър                    | Златина Тасева                |
| Шуаз                      | Живко Джуранов                |
| Малчо                     | Живко Джуранов                |
| Госпожа Харт              | Елена Бойчева                 |
| Госпожа Шейпън            | Елена Бойчева                 |
| Госпожа Пъч               | Елена Бойчева                 |
| Сестра Кохорт             | Елена Бойчева                 |
| Господин Харт             | Георги Стоянов                |
| Господин Пъч              | Георги Стоянов                |
| Доктор Миняк              | Георги Стоянов                |
| Оливър                    | Живка Донева                  |
| Джефри                    | Недко Гигов                   |
| Лейлани                   | Николина Петрова              |
| Джаспър                   | Константин Каракостов         |
| Гуч                       | Кирил Ивайлов                 |
| Сидни                     | Кирил Ивайлов                 |
| Професор Карл Манчестър   | Светломир Радев               |
| Други гласове             | Мими Йорданова Татяна Етимова |

| Обработка           | студио „Про Филмс“ |
| ------------------- | --- |
| Режисьор на дублажа | Елена Бойчева |
| Преводачи           | Галина Стаменкова Анна-Мария Томова Лора Станоева Силвия Вълкова Деница Цветанова Надя Костова Дара Цветкова Антонина Иванова |